# Наречена (фільм, 2026)
«Наречена» (англ. The Bride) — майбутній американський науково-фантастичний фільм жахів, режисером, сценаристом і співпродюсером якого виступила Меггі Джилленхол. В головних ролях: Пенелопа Крус, Крістіан Бейл, Джессі Баклі, Пітер Сарсґаард, Аннет Бенінг і Джуліанн Гаф. Фільм натхненний «Нареченої Франкенштейна» Джеймса Вейла.

## Синопсис
1930-ті роки, Чикаго. Доктор Євфроніус повертає до життя вбиту жінку як наречену для монстра Франкенштайна, що викликає романтичні стосунки між створіннями та привертає увагу поліції.

## Акторський склад
| Актор            | Роль                  |
| ---------------- | --------------------- |
| Пенелопа Крус    | Мірна                 |
| Крістіан Бейл    | Потвора Франкенштайна |
| Джессі Баклі     | Наречена              |
| Пітер Сарсґаард  | детектив              |
| Аннет Бенінг     |                       |
| Джуліанн Гаф     |                       |
| Джон Магаро      |                       |
| Джинні Берлін    |                       |
| Джейк Джилленгол |                       |
| Лінда Емонд      |                       |

## Виробництво

### Розробка
У серпні 2023 року було оголошено, що Netflix зніматиме нову екранізацію творі Мері Шеллі, сценаристом і режисером якого буде Меггі Джилленхол, а в головних ролях — Крістіан Бейл і Пітер Сарсгаард. Проте Netflix покинув проєкт того ж місяця,, вирішивши натомість створити окремий фільм про Франкенштейна, сценаристом і режисером якого став Гільєрмо дель Торо. У листопаді 2023 року стало відомо, що продюсуванням екранізації займатиметься компанія Warner Bros.

### Кастинг
У серпні 2023 року повідомлялося, що Пенелопі Крус запропонували роль. У січні 2024 року Джессі Баклі була затверджена до акторського складу разом із Крістіаном Бейлом, Пітером Сарсгаардом та Аннет Бенінг. У березні 2024 року до акторського складу приєдналася Джуліанна Гаф, а наступного місяця — Джон Магаро та Джинні Берлін. У червні до акторського складу приєднався Джейк Джилленгол.

### Зйомки
Зйомки розпочалися в березні 2024 року. Серед локацій – Нью-Йорк. Перші фото зйомок були опубліковані 4 квітня 2024 року.

## Випуск
Фільм вийде в прокат у США 6 березня 2026 року. Раніше його вихід був запланований на 26 вересня 2025 року, та на 3 жовтня 2025 року.